# 80 Days (trò chơi điện tử 2005)
80 days là một game thuộc thể loại phiêu lưu được hãng Frogwares phát triển cho Windows vào năm 2005. Game lấy cảm hứng từ tác phẩm nổi tiếng nhất của Jules Verne là cuốn Vòng quanh thế giới trong tám mươi ngày.

## Cốt truyện
Matthew Lavisheart là một quý ông và kỹ sư kiêu hãnh. Ông tự đặt cược với mấy người bạn cho thấy rằng mình đã tham gia vào phát minh ra các tiện ích quan trọng nhất vào thời điểm đó bằng cách cung cấp các tài liệu để chứng minh điều này trong tối đa 80 ngày. Vấn đề là các tài liệu nằm rải rác tại bốn trong những thành phố quan trọng nhất của thế giới là Cairo, Bombay, Yokohama, San Francisco và như vậy cuộc phiêu lưu bắt đầu.

## Lối chơi
Game là một trò chơi phiêu lưu điển hình. Người chơi phải thu thập các vật thể hoặc đi đâu đó để có được những mục tiêu tiếp theo. Tuy nhiên game có ba hạn chế: Thời gian, Tiền bạc và Mệt mỏi. Sau này có thể được bỏ qua bằng cách sử dụng phương tiện vận tải và có thể được phục hồi bằng cách ăn thực phẩm. Game cũng tồn tại một số lỗi nhỏ như khi mua một con lạc đà, người chơi phải trả tiền cho con lạc đà chứ không phải người bán hàng, việc lấy đồ khá là rắc rối vì phải đối mặt trong một góc thẳng với hình dáng màu xanh lá cây, và không thể né khi đang trên cầu thang.

## Reception
80 Days nhận được các đánh giá "trái chiều" theo trang web tổng hợp kết quả đánh giá Metacritic. PC Gamer US đã chấm cho tựa game này số điểm 61% gần một năm sau khi trò chơi được phát hành tại nước Mỹ.